# Vespa crabro

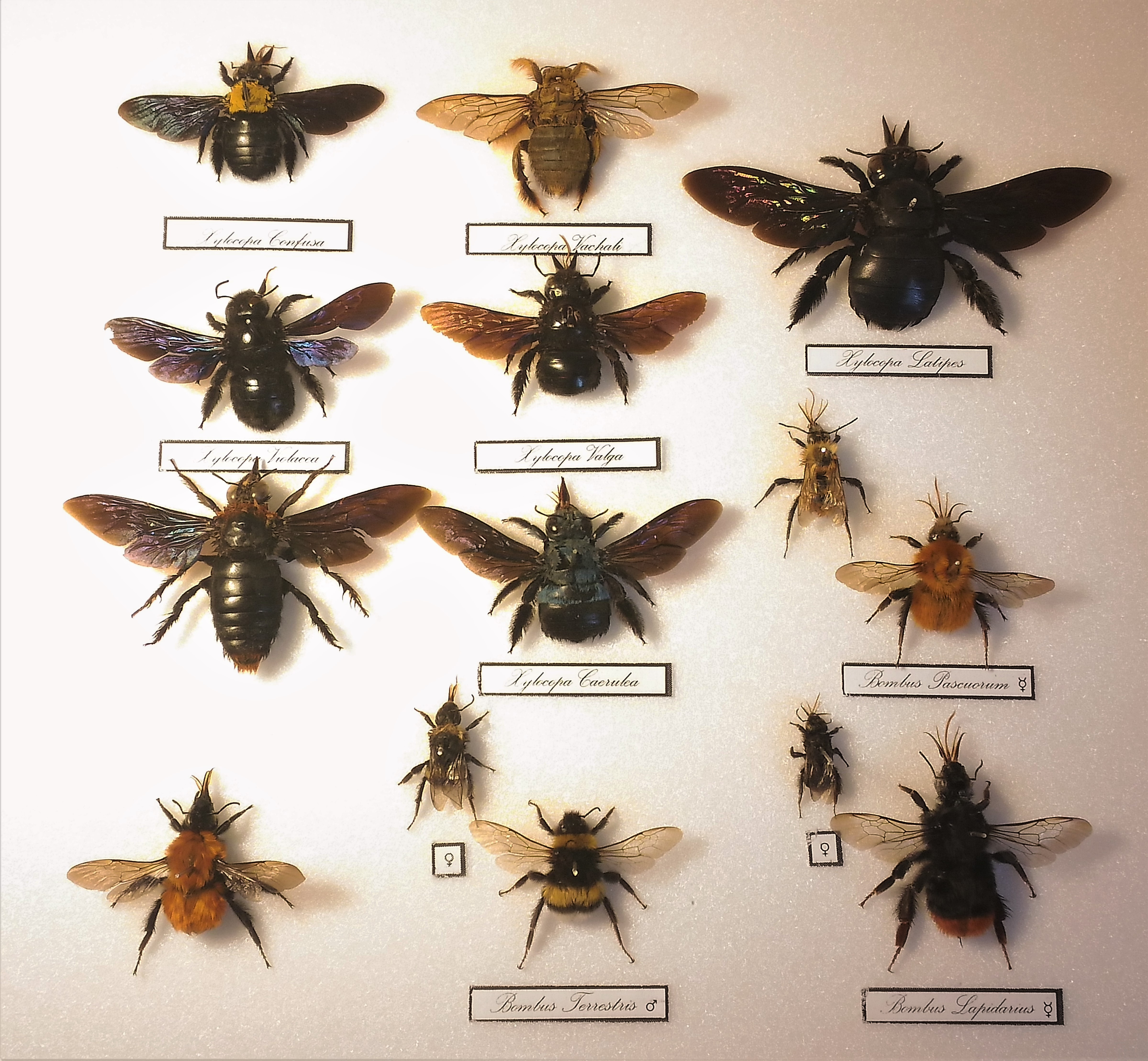
Composizione di esemplari appartenenti ai generi Xylocopa e Bombus. La seguente illustrazione viene riportata con lo scopo di mostrare le differenze fra Vespa crabro ed i generi Xylocopa (in alto) e Bombus (in basso). Collezione privata, F. Turetta.

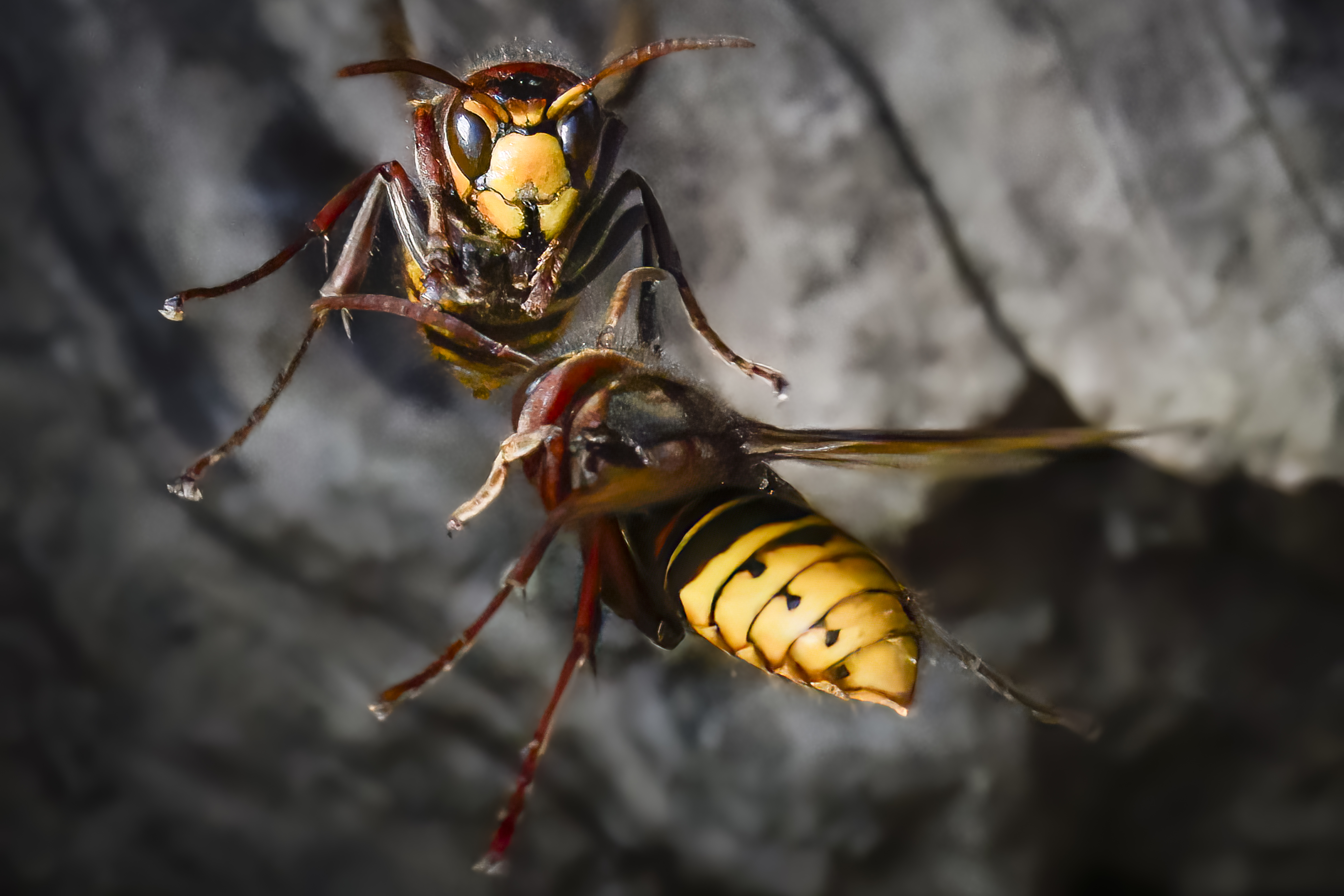

Il calabrone (Vespa crabro Linnaeus, 1761) è il più grosso vespide europeo. Nel linguaggio comune con il termine "calabrone" vengono spesso erroneamente identificati anche l'ape legnaiola (Xylocopa violacea) e il bombo terrestre (Bombus terrestris).
Il calabrone è la più grande delle vespe europee e nordamericane; insetto prevalentemente carnivoro, predatore di altri insetti, non disdegna però la polpa della frutta e i nettari zuccherini e ciò contribuisce a spiegare la sua diffusione in aree agricole.
I calabroni realizzano i loro nidi di carta utilizzando fibre vegetali impastate con saliva.

## Descrizione
L'adulto è glabro, di colore bruno rossiccio con macchie e strisce gialle, di estensione variabile a seconda della sottospecie. La regina raggiunge normalmente i 35 mm di lunghezza mentre i maschi e le operaie misurano da 20 a 25 mm. I calabroni vivono in nidi esternamente a forma di sfera, costruiti con legno impastato con la loro saliva. Le colonie sono costituite da circa 100-300 esemplari. A causa del colore del capo, gli esemplari più grossi di regina possono essere confusi con la ben più aggressiva Vespa mandarinia (calabrone gigante asiatico), ancora assente in Europa o con le versioni chiare di Vespa velutina (vespa della Cornovaglia), specie presente in Europa da diversi anni e in Italia dal 2012 (peraltro soprattutto con la sottospecie nigrithorax più scura) in corso di eradicazione da Liguria e Piemonte mediante strumenti sofisticati.
Pur essendo un insetto prevalentemente diurno, il calabrone svolge anche attività parzialmente notturna se attirato dalle luci artificiali, che ha imparato essere altrettanto gradite a varie sue prede e lo si può trovare attivo anche in autunno inoltrato.
Nei confronti dell'uomo di solito è tendenzialmente indifferente (a differenza della vespa comune, per esempio, che spinta da curiosità può avvicinarsi all'uomo) e cerca di sottrarsi con rapida fuga o nascondimento ai tentativi di abbattimento. Tuttavia, mentre si può sostare con relativa tranquillità vicino a un albero da frutta in presenza di calabroni e cogliere i frutti sui quali non si siano posati, questi insetti possono diventare molto aggressivi se messi alle strette o in vicinanza del nido. Le femmine sono dotate di pungiglione le cui punture (conseguenti a una reazione difensiva dell'animale) possono essere molto dolorose per gli esseri umani; esse, inoltre, liberano feromoni che informano dell'attacco in corso gli altri calabroni, talvolta provocandone l'intervento in gruppo. Come nel caso delle altre vespe e delle api, il veleno inoculato ha effetti solo locali e transitori per la maggior parte delle persone, ma può provocare nei soggetti allergici reazioni anafilattiche anche mortali.

## Ciclo vitale
In primavera, una fondatrice di calabrone si sveglia dall'ibernazione e incomincia a costruire alcune cellette in un luogo riparato e difficile da individuare. Incomincia così a deporre le uova che, finché non si svilupperanno, sarà lei ad accudire. Si parla in tal caso di nido primario. 

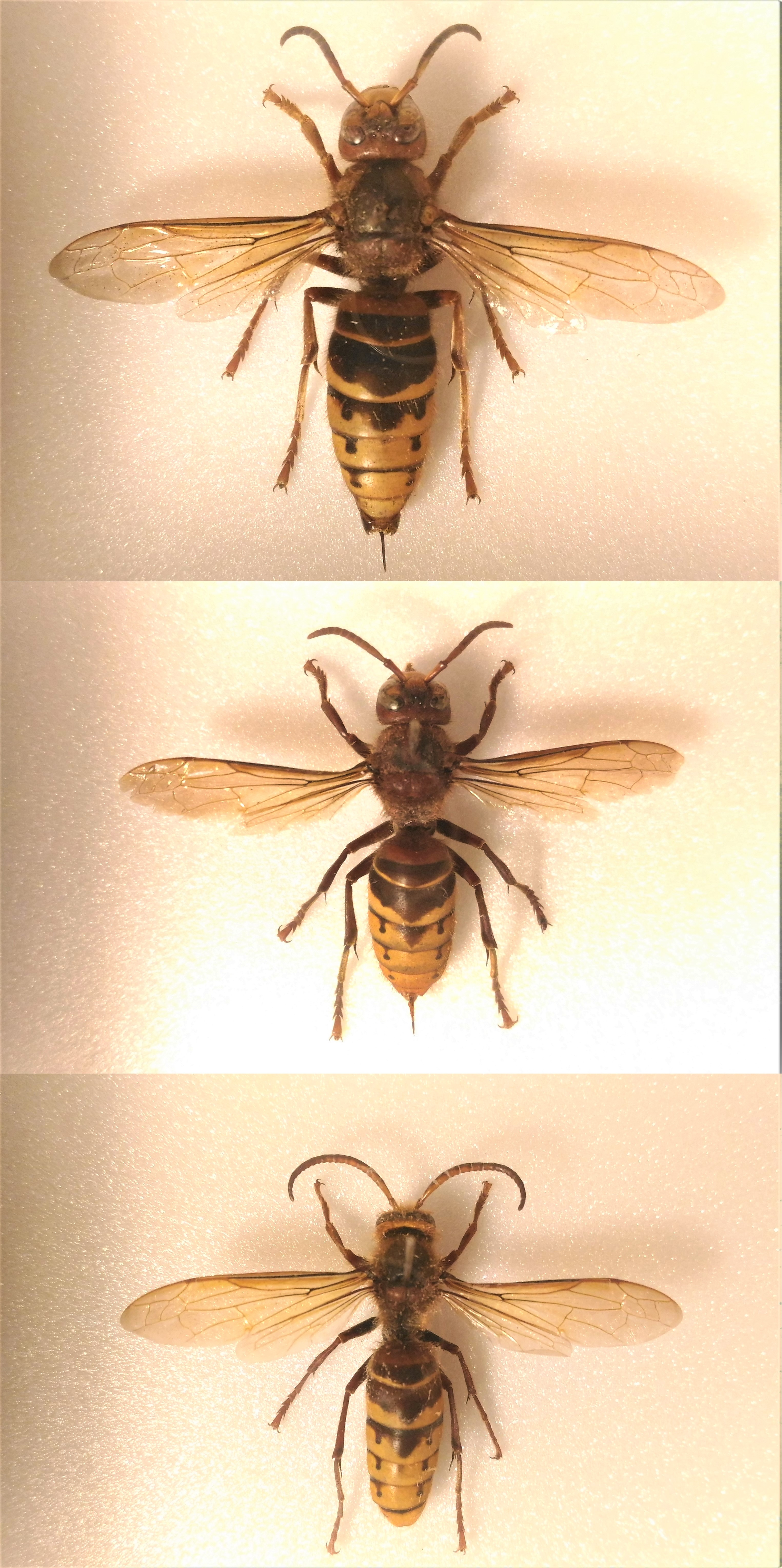
Tassonomia di Vespa crabro germana. Regina (in alto), femmina (al centro) e maschio (in basso). Collezione privata.

Inizialmente il nido si presenta come una semisfera vuota rivolta verso il basso e di pochi centimetri di diametro, nell'interno della quale risiedono le prime cellette, delle strutture esagonali ed adiacenti rivolte verso il basso, ognuna contenente una forma di sviluppo: uova, che dopo circa 5-8 giorni diventano larve. Le larve impiegano 2 o 3 settimane a crescere, occupando via via il volume della propria cella, nutrite con carne di altri insetti, prevalentemente muscoli alari, cacciati e triturati dalla regina. Le larve mature entrano poi nella fase pupale, creando un tappo sericeo per chiudersi all'interno delle celle prima di trasformarsi, nell'arco di un altro paio di settimane, in vespe adulte. Esse sono operaie, femmine sterili dedite alla cura della colonia. La prima manciata di operaie, cresciute dalla sola regina, rimane di piccole dimensioni. Infatti, prima della loro emersione, è la sola regina che le nutre ed espande il nido.

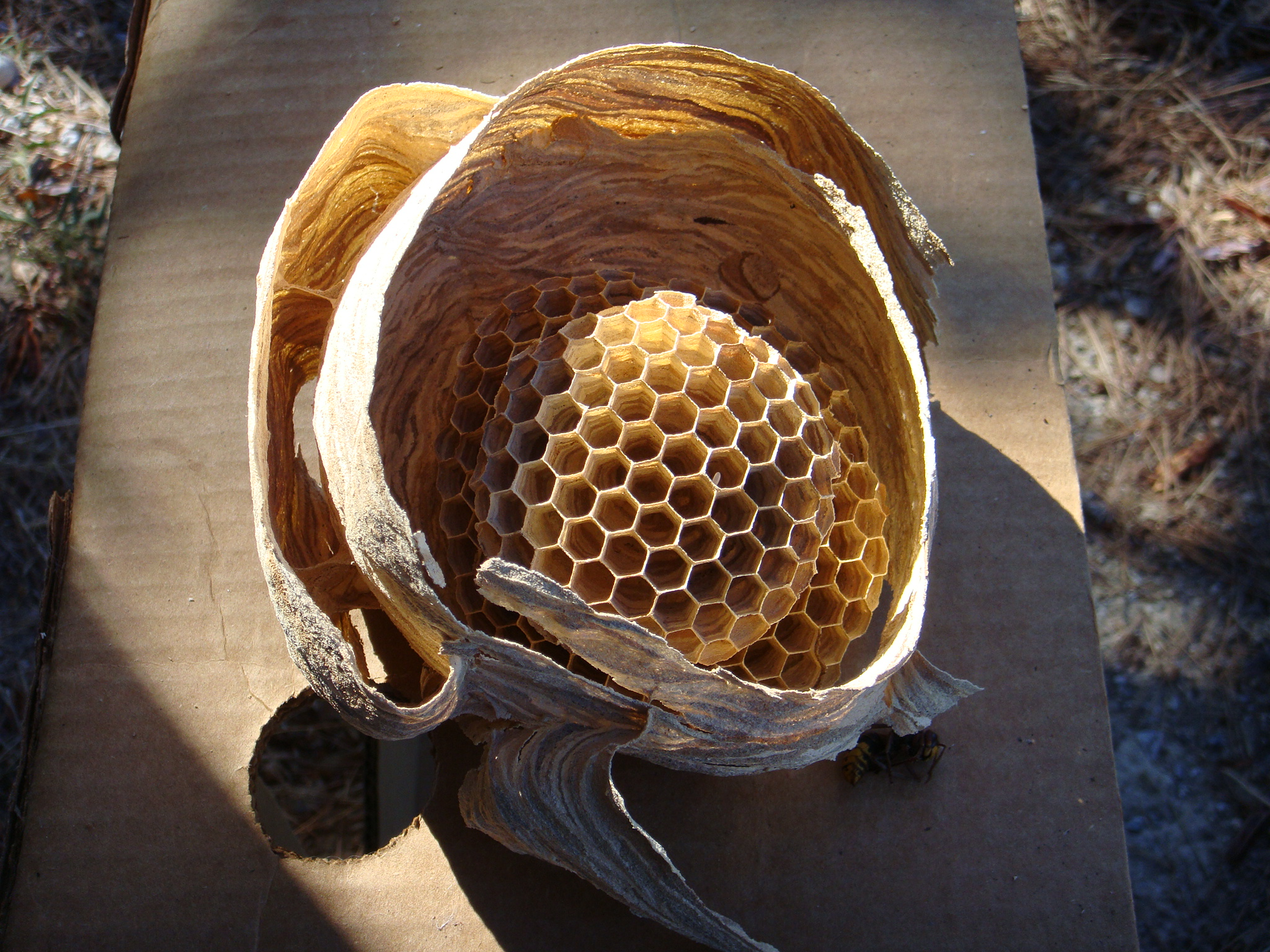
Un nido di calabroni in costruzione.

Nate le prime vespe operaie, la futura regina abbandona gradualmente le mansioni iniziali e si dedica alla sola deposizione delle uova. La regina, nutrita dalle operaie, andando di cella in cella, depone uova e controlla che le larve siano tutte sue figlie, diversamente le uccide.
Le operaie svolgono tutti i lavori: nutrici, toelettatrici, foraggiatrici, guardiane, costruttrici.
Le massime dimensioni della colonia sono raggiunte attorno al mese di settembre, quando anche la popolazione di operaie è al suo massimo. L'attività della colonia è frenetica, perché una covata consistente ha bisogno di essere nutrita. Il materiale da costruzione per il nido è una solida fibra vegetale, viene ottenuta impastando con la saliva le fibre di legno dei rami giovani di vari alberi a corteccia morbida, fino a ottenere una pasta modellabile, che, una volta indurita, sarà solida e dall'aspetto cartaceo. Infatti i nidi di V. crabro hanno consistenza cartacea, sebbene siano relativamente impermeabili e molto resistenti.

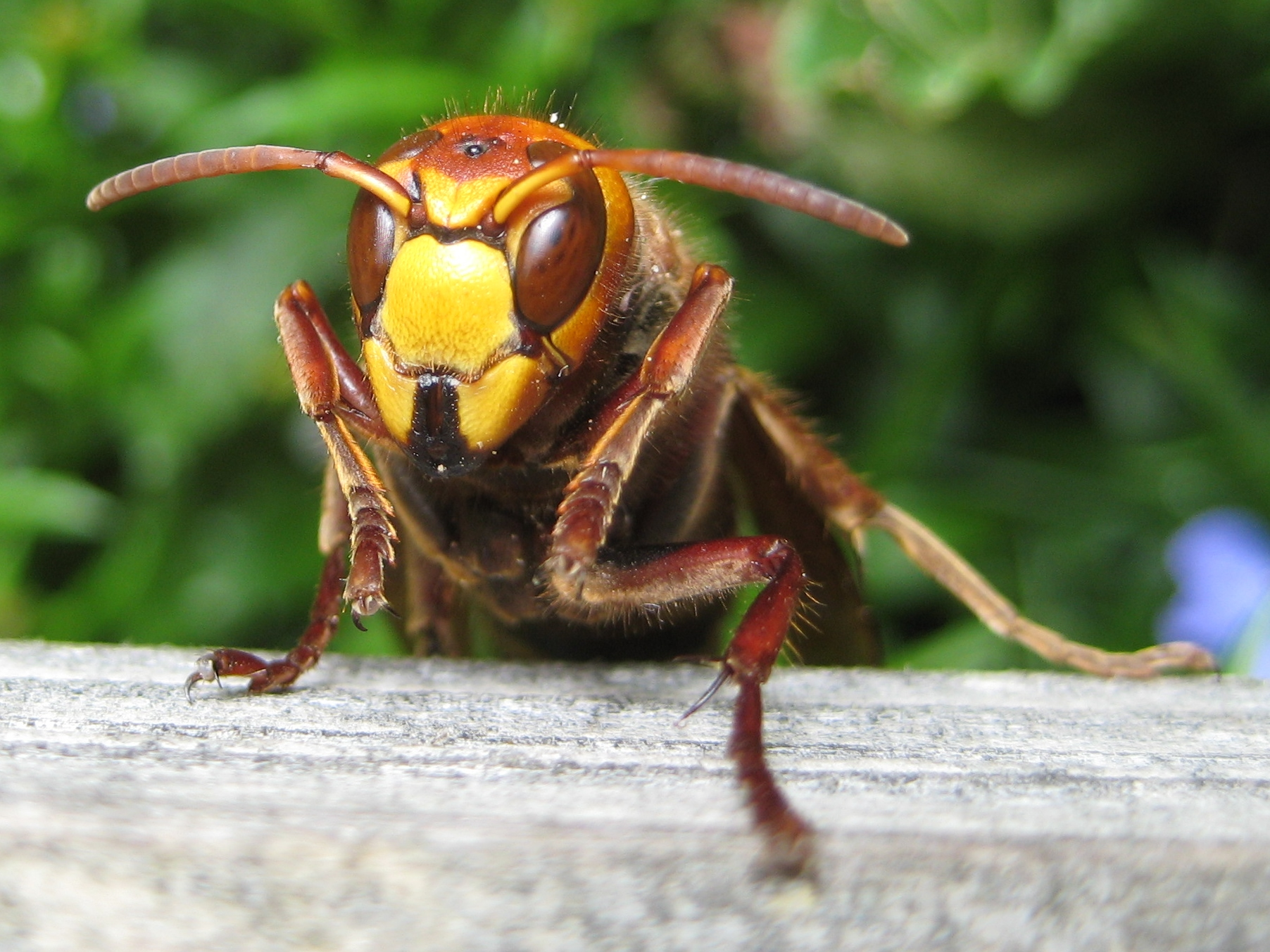
Calabrone operaia, particolare della testa.

Dalle prime operaie e dal primo piano di cellette, la colonia cresce sempre di più durante l'estate. La fondatrice, ora pienamente denominabile regina, subisce un aumento del volume addominale a fronte della necessità di deporre un numero di uova sempre maggiore. Le operaie di un nido maturo in agosto possono essere dell'ordine delle centinaia.
A fine estate/inizio autunno, la regina cessa provvisoriamente di deporre le uova per lasciare alla sua prossima covata lo spazio necessario per crescere. L'ultima covata del nido, è però particolare. Non darà vita ad altre operaie, perché composta da larve di vespe aploidi maschi, nate da uova non fecondate e vespe di sesso femminile che si svilupperanno in nuove future fondatrici a causa del maggior apporto di cibo da parte delle numerose operaie e della diminuzione dei feromoni di dominanza prodotti dalla regina originale. Appena l'ultima covata è dischiusa, attorno a settembre, comincia il declino del nido. Le nuove regine e i maschi, ora molto numerosi rispetto alle operaie, a ridosso dell'inverno avviano il periodo degli accoppiamenti. Ogni femmina fertile copula con un maschio preferibilmente di un'altra colonia, dopodiché incomincia ad accumulare grasso corporeo tramite liquidi zuccherini per prepararsi ad affrontare la stagione fredda. Se tutto andrà bene, le femmine fecondate saranno le regine dell'anno successivo.
Nel frattempo, la vecchia regina, ormai troppo anziana per deporre altre uova nel nido, si allontana dal suo regno e muore di vecchiaia, attorno a settembre/ottobre. Dopo di essa, progressivamente, anche le operaie muoiono e la colonia si estingue rapidamente a causa dell'interruzione del ricambio generazionale. I maschi e l'ultima nidiata di vespe immature (larve di maschi o ultime femmine ritardatarie) possono sopravvivere sino all'arrivo dell'inverno, periodo che in ogni caso non riescono a superare. Per la carenza di manodopera operaia, le ultime larve deperiscono per inedia, non più curate. Questa è la principale causa, assieme ai resti di cibo in decomposizione, del forte odore di marcio e ammoniaca caratteristico delle colonie mature, che si può avvertire aprendo un nido sviluppato. Odore che presagisce la fine imminente della colonia. Le uniche vespe a sopravvivere all'inverno sono le fondatrici, nate poco dopo i maschi e destinate ad andare in una sorta di letargo, dal quale si risvegliano la primavera successiva, per tentare di fondare nuove colonie.
Del nido, in inverno inoltrato, non resta che l'involucro cartaceo e le cellette abbandonate, spesso saccheggiate da formiche o utilizzate come rifugio invernale da altri insetti come rincoti, coccinelle o qualunque altro insetto che in fase di adulto svernante cerchi rifugio. Non di rado, alcune femmine fecondate possono passare l'inverno sul nido, assieme agli altri animali ospiti.
I siti di ibernazione preferiti per le future regine sono di rado intercapedini di manifattura umana, il nido stesso o più di frequente tronchi d'albero marci o rifugi sottoterra.

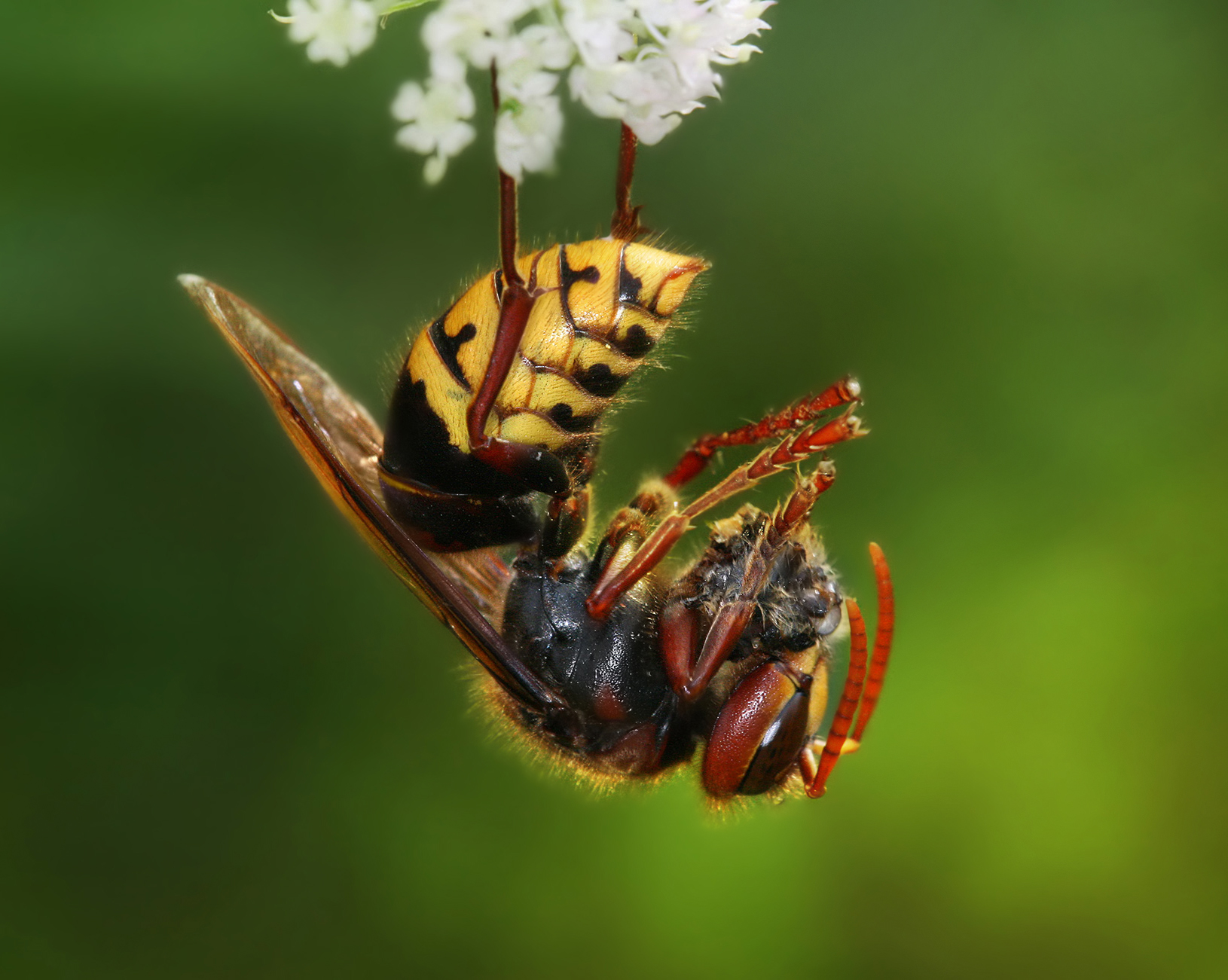
Calabrone operaia con ape come preda.

### Nido

#### Costruzione
Il nido è formato da una mistura di polpa di carta creata dalle vespe operaie con parti di alberi o materiale vegetale tagliato con le mandibole, masticati e mischiati con la saliva, oltre a fango e altre derivazioni simili e poi modellati a formare il nido dalle operaie. Questi pezzi non hanno una struttura uniforme, ma sono incollati tra loro molto saldamente così da costituire uno strato unico. Questo "cemento" è inoltre reso repellente all'acqua e consente alla colonia di sviluppare una barriera contro gli agenti atmosferici esterni. I materiali e le tecniche di costruzione così come i luoghi possono variare a seconda della nidificazione.

#### Composizione chimica e fisica
Minerali come titanio (Ti), ferro (Fe) e zirconio (Zr) sono comunemente presenti nel suolo e pertanto si ritrovano anche nella composizione del nido del calabrone. Il peso del nido più grande mai trovato era di 80,87 grammi, da vuoto, a dimostrazione del fatto che la struttura si presenta estremamente leggera. Le celle interne sono di norma comprese tra i 4 e i 5 mm di lunghezza e gli 8–9 mm di diametro. Uno studio più approfondito di nidi recuperati in Turchia settentrionale ha evidenziato che ossigeno, carbonio e azoto sono gli elementi principali del nido, mentre sono state trovate tracce di silicio (Si), calcio (Ca), ferro (Fe) e potassio (K), ma non alluminio (Al), magnesio (Mg) o sodio (Na), dimostrando che i calabroni si basano sui materiali che trovano attorno al nido e quindi utilizzano il suolo locale. La percentuale di materiali vegetali è il 23% mentre il 77% è costituito da saliva di calabrone.

## Relazioni con l'uomo

### Specie tutelate e protezione
La V. crabro per i motivi esposti più sotto è oggetto di continue distruzioni dei nidi, talvolta necessarie e quindi si presenta come una specie potenzialmente a rischio. Alcuni paesi europei sono giunti a tutelare la specie, come nel caso della Germania dove secondo una legge del 16 febbraio 2005 è proibito attirare, catturare o uccidere una regina o danneggiare o distruggere un nido di calabroni, con il rischio di incorrere in una multa (che varia a secondo del Land) fino a 65 000 euro o 5 anni di pena detentiva. Per far rimuovere un nido occorre ottenere il permesso dell'ente regionale preposto e l'intervento di una ditta specializzata che provvederà a trasferire la colonia in altro luogo.

### Danni alle coltivazioni
Come molti altri tipi di vespe, i calabroni possono danneggiare le coltivazioni frutticole, come: ciliegie, pere, mele, prugne e uve. Una colonia di calabroni può compromettere irrimediabilmente l'intera produzione di un melo in poco tempo, spesso escavando solo la parte più matura del frutto per poi passare ad attaccarne un altro.

### Problemi associati
I calabroni europei sono onnivori e come tali mangiano diverse altre specie di insetti molti dei quali sono considerati infestanti e quindi in questo senso essi apportano un beneficio a giardini e coltivazioni. Ad ogni modo, essi risultano dannosi nella misura in cui sono soliti nutrirsi anche di api domestiche (che cercano di portare vive nel nido per darle in pasto alle larve) compromettendo la riproduzione della specie, danni alle arnie, la produzione di miele e soprattutto l'impollinazione dei fiori.

### Veleno e punture
Il calabrone, pur tendendo a non attaccare naturalmente l'uomo, può rappresentare in molti casi una minaccia concreta. Solo la femmina punge, poiché il maschio è privo di pungiglione. In caso di puntura, l’insetto inietta nel corpo dell'uomo solo una dose minima di veleno che, per quanto risulterebbe fatale per altri insetti, nell'essere umano non comporta particolari problemi, a meno che non si verifichi, a causa di allergia o ipersensibilizzazione pregressa, una pericolosa reazione anafilattica. Una situazione di pericolo si presenta se il numero di punture è superiore a una, a causa del maggiore quantitativo di veleno entrato in circolo.
In tali casi il veleno del calabrone interferisce con il corretto funzionamento delle vie respiratorie, causando affanno o addirittura soffocamento. Nei casi più gravi può rendersi necessaria una tracheotomia. Le reazioni a seguito di punture di calabroni possono rivelarsi mortali.
Normalmente, la sensazione di dolore che si avverte subito dopo la puntura è data essenzialmente dall'infiammazione che il veleno iniettato determina nei primi strati della cute, mentre il gonfiore successivo è dato dalla reazione naturale dell'organismo. Poiché il pungiglione delle vespe non è uncinato come quello delle api è raro che il pungiglione si spezzi e rimanga ancorato nei tessuti, ma se così fosse può essere rimosso agevolmente.

### Disinfestazione, eradicazione
Nel caso in cui il bilancio tra i benefici della presenza delle vespe crabro (distruzione di insetti nocivi alle colture e all'uomo) e gli svantaggi della medesima (danni alla frutta, predazione eccessiva di api, pericolo per l'uomo) sia sfavorevole alla permanenza dell'insetto in una data area si può procedere al suo contenimento numerico (riservando lo sterminio alle sole specie aliene quali le varianti di velutina). Numerosi i metodi messi a punto dall'esperienza soprattutto degli apicoltori.
Segnalazione e intervento
La soluzione radicale è individuare i nidi e segnalarli alle autorità (vigili del fuoco, assessorati all'agricoltura, all'ambiente, alla salute) che potranno fornire informazioni su come procedere, se in aree pubbliche e a rischio per le persone se ne farà carico l'autorità contattata, se in contesto privato ci si dovrà rivolgere ad una ditta che offre servizi di disinfestazione specializzati. Le istituzioni e associazioni apistiche ovviamente sono concentrate alla eradicazione delle vespe di Cornovaglia.
Cattura-eliminazione diretta
Vi sono varie categorie di trappole per i calabroni in genere:
- adesive (tipo vischio), autocostruite
- ad annegamento costituite da un contenitore per l'esca e un coperchio di vario tipo che consenta l’ingresso ma non l’uscita dell’insetto nocivo, sia già pronte in commercio, sia completamente autocostruite, sia con uno dei tappi in commercio avvitato su contenitore alimentare standard (bottiglia o vaso in vetro)
- meccaniche passive (specifiche per apicoltori), cassetti aggiuntivi alle arnie, reti, ecc.
- luminose a ventola o griglia folgorante (come per le zanzare una lampada a luce fredda-azzurrognola attira gli insetti verso un aspiratore o una rete folgorante)
- farmacologiche (veleni): solo per interni infestati dagli insetti nocivi o soggetti a loro incursioni, da non usare all'aperto perché sostanze nocive anche per le api
- biologiche: piante carnivore specializzate in mosche e calabroni asiatici (in fase sperimentale).

## Tassonomia
La Vespa crabro è catalogata come appartenente al genere Vespa, un gruppo caratterizzato da specie eusociali. Questo genere è una sottofamiglia delle Vespinae, che sono note per masticare il loro cibo per nutrire i piccoli della loro specie e costruire i nidi con materiali simili alla carta, derivati in realtà da fibre vegetali. Secondo recenti studi filogenetici, sono strettamente imparentati con la Vespa dybowski.
Sono state descritte le seguenti sottospecie di Vespa crabro.
- Vespa crabro crabro Linnaeus, 1758.
- Vespa crabro vexator Harris, 1776.
- Vespa crabro germana Christ, 1791.
- Vespa crabro crabroniformis Smith, 1852.
- Vespa crabro oberthuri Buysson, 1902.
- Vespa crabro flavofasciata Cameron,1903.
- Vespa crabro altaica Pérez, 1910.
- Vespa crabro caspica Pérez, 1910.
- Vespa crabro birulai Bequaert, 1931.

In Italia ed Europa centrale è diffusa la sola sottospecie germana. Tuttavia è innegabile la coesistenza in Lombardia di varianti con i tergiti di un giallo più chiaro e altre di un giallo virante al fulvo.